# کارملو روبلدو
کارملو روبلدو (انگلیسی: Carmelo Robledo; ۱۳ ژوئیهٔ ۱۹۱۲ – تاریخ ورودی نامعتبر است) بوکسور اهل آرژانتین بود.